# Trapezoidellidae
De Trapezoidellidae is een familie van uitgestorven kreeftachtigen uit de klasse van de Ostracoda (mosselkreeftjes).

## Geslacht
- Daurina Sinitsa, 1973 †